# Sabrosa
Sabrosa (sɐ'bɾɔzɐ) è un comune portoghese di 7 032 abitanti situato nel distretto di Vila Real.
A Sabrosa è visibile la casa natale di Ferdinando Magellano.

## Società

### Evoluzione demografica
| Popolazione di Sabrosa (1849 – 2004) | Popolazione di Sabrosa (1849 – 2004) | Popolazione di Sabrosa (1849 – 2004) | Popolazione di Sabrosa (1849 – 2004) | Popolazione di Sabrosa (1849 – 2004) | Popolazione di Sabrosa (1849 – 2004) | Popolazione di Sabrosa (1849 – 2004) | Popolazione di Sabrosa (1849 – 2004) | Popolazione di Sabrosa (1849 – 2004) |
| ------------------------------------ | ------------------------------------ | ------------------------------------ | ------------------------------------ | ------------------------------------ | ------------------------------------ | ------------------------------------ | ------------------------------------ | ------------------------------------ |
| 1849                                 | 1900                                 | 1930                                 | 1960                                 | 1981                                 | 1991                                 | 2001                                 | 2004                                 |                                      |
| 5412                                 | 14038                                | 12576                                | 12903                                | 9050                                 | 7478                                 | 7032                                 | 6835                                 |                                      |

## Freguesias
- Celeirós
- Covas do Douro
- Gouvães do Douro
- Gouvinhas
- Parada de Pinhão
- Paradela de Guiães
- Paços
- Provesende
- Sabrosa
- São Cristóvão do Douro
- São Lourenço de Ribapinhão
- São Martinho de Antas
- Souto Maior
- Torre do Pinhão
- Vilarinho de São Romão